# San Miguel de Balansat

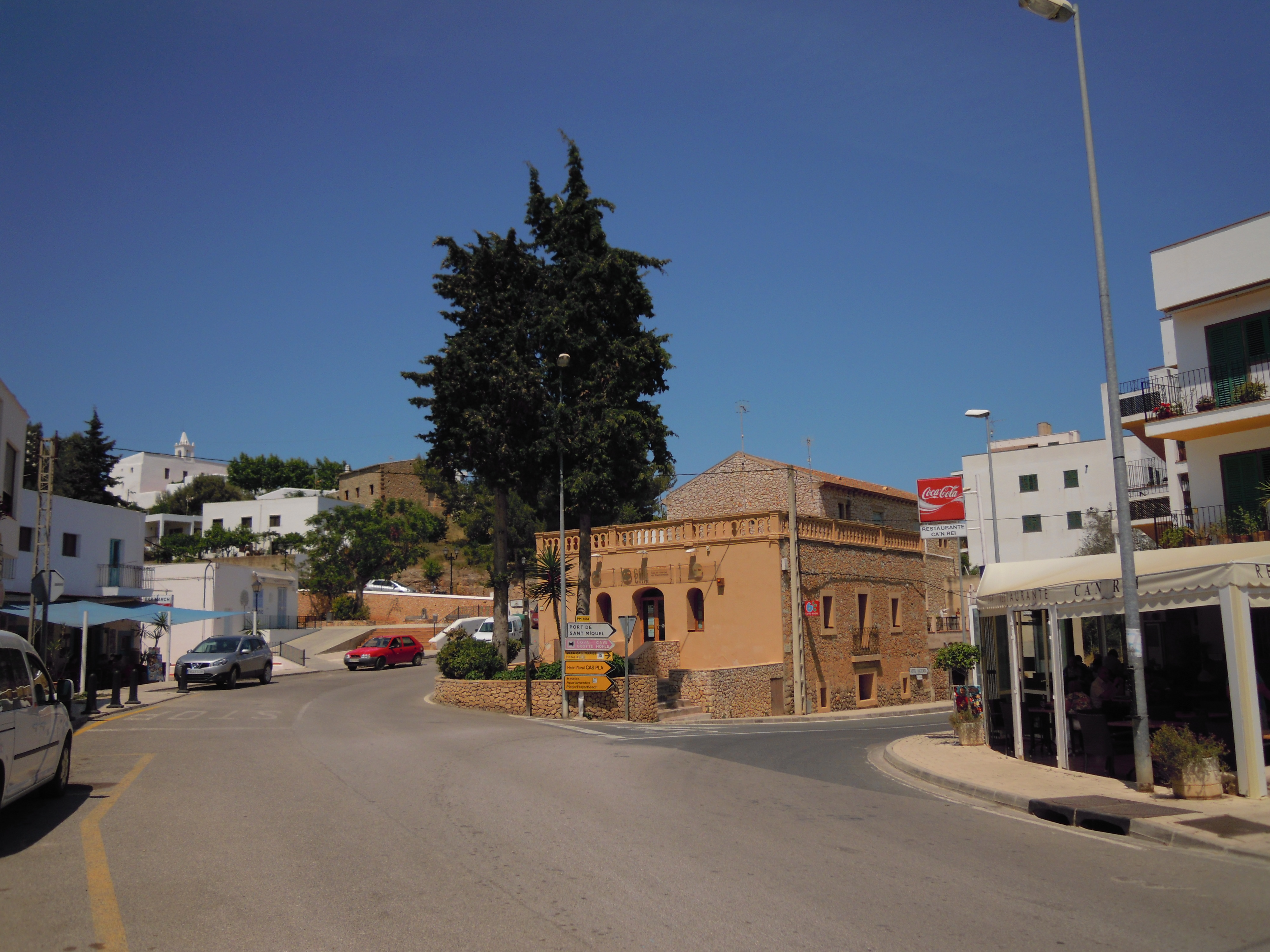
Sant Miguel de Balansat, centre du bourg

San Miguel de Balansat, également appelée officiellement en catalan Sant Miquel de Balansat, est une localité de la commune espagnole de Sant Joan de Labritja, située sur la côte nord-est de l'île d'Ibiza. C'est la paroisse civile la plus peuplée de la commune, avec 1 809 habitants en 2009, appelés miquelers et miqueleres. La population est disséminée et compte plusieurs noyaux urbains : San Miguel, Puerto de San Miguel et es Pla Roig.

## Monument religieux
- L'église fortifiée de San Miguel, juchée en haut d'une colline (puig ou pujol en catalan), connue comme l'Église Santa Eulària ou l'Église du Puig de Missa (la Colline de Messe en catalan)[3], datant du XIVe siècle, ce qui en fait une des édifices religieux les plus anciens de l'île. Postérieurement, au XVe siècle, on construit la nef centrale, complétée par deux chapelles latérales appelées la chapelle de Rubió et la chapelle de Benirràs, contenant de belles fresques découvertes il y a quelques années et qui sont inspirées par des thèmes religieux et floraux[4]. La forme de la croix de l'église la distingue d'autres édifices religieux ibizans. Le cimetière attenant au bâtiment, comme beaucoup d'autres monuments religieux d'Ibiza, avait clairement une mission défensive[3] autant que spirituelle. L'altitude de positionnement de l'église permet de profiter de belles vues sur la campagne environnante.

## Port et plage
Légèrement au nord de San Miguel de Balansat se trouve le bourg de Puerto de San Miguel, calé entre deux montagnes dans une étroite et spectaculaire baie donnant sur l'ouest de la Méditerranée. Le petit port et quelques installations artisanales anciennes témoignent d'un passé lié aux métiers de la mer, mais la spéculation immobilière a permis de construire dans les années 1970 d'imposants et disgracieux hôtels à l'architecture massive et répétitive destinée au tourisme de masse, qui ont bétonné et dégradé le paysage, capables de loger 1 500 touristes dans un espace restreint. 
Au bout de cette plage se trouve une minuscule île appelée S'Illa des Bosc couronnée d'une villa de luxe respectant le style ibizan de maison plate et basse, peinte en blanc à la chaux, appartenant à un milliardaire russe. 
À deux pas de là, au départ de la route montagneuse de Benirrás, se trouve la grotte de Can Marçà (Cueva de Can Marçà), ancien refuge de contrebandiers dans les années 1970 et aujourd'hui aménagée en grotte géologique visitable. On peut y voir des lacs intérieurs illuminés de couleurs fluorescentes et des concrétions de dépôt calcaire, stalagmites et stalactites. Une partie de la visite permet de descendre par un escalier métallique sur le flanc d'une falaise extérieure verticale, couverte de grand cactus et de fleurs marines, depuis laquelle on jouit d'une vue spectaculaire sur la mer turquoise, le port, la montagne, la villa de luxe de la petite île S'Illa des Bosc et des anciens cabanons de pêcheurs typiquement ibizans.

## Festivités
Les fêtes patronales religieuses dédiées à Saint Michel Archange sont célébrées le 29 septembre, et ses célébrations sont semblables à celles de la commune principale voisine, Sant Joan de Labritja, sauf les feux de la saint Jean.